# (681) Gorgo
(681) Gorgo ist ein Asteroid des Hauptgürtels, der am 13. Mai 1909 vom deutschen Astronomen August Kopff in Heidelberg entdeckt wurde.
Benannt wurde der Asteroid nach den mythologischen griechischen Monstern der Gorgonen.